# Andries Bonger

Andries Bonger (Paris, August 1885)

Andries Bonger (* 20. Mai 1861 in Amsterdam; † 20. Januar 1936 ebenda) war ein niederländischer Versicherungskaufmann und Kunstsammler. Mit Werken von Odilon Redon, Vincent van Gogh, Émile Bernard, Paul Cezanne und weiteren Künstlern besaß er eine der bedeutendsten niederländischen Kunstsammlungen der seinerzeit als avantgardistisch geltenden Kunst des Post-Impressionismus und des französischen Symbolismus.

## Leben
Der Sohn des Versicherungsmaklers Hendrik C. Bonger besuchte in Amsterdam zunächst die französische und anschließend die Handelsschule. Nach dem Schulabschluss ging er 1879 nach Paris, wo er als Schreiber in einer Handelsgesellschaft arbeitete. In Paris fand er Zugang zu Künstlerkreisen. Er schloss Freundschaft mit dem Sohn des Schriftstellers Conrad Busken Huet, in dessen Salon er verkehrte. 1882 lernte er im Club Hollandais den Kunsthändler Theo van Gogh kennen, mit dem er oft den Louvre besuchte. Theo van Gogh sollte 1889 Andries’ Schwester Johanna heiraten. 1885 lernte Andries Bonger auch Vincent van Gogh kennen. Auf dessen Beerdigung 1890 traf er Émile Bernard. Dieser machte ihn mit Odilon Redon bekannt, mit dem Andries Bonger eine lebenslange Freundschaft verbinden sollte.

Porträt von Andries Bonger, seiner Frau Marie und Selbstporträt von Émile Bernard (1908)

1892 nahm Andries Bonger ein Angebot der Versicherungsgesellschaft WE Mercier an, für die auch sein Vater arbeitete, und kehrte nach Holland zurück. Er ließ sich zunächst in Hilversum nieder, wo er mit den Schriftstellern Louis van Deyssel und Johan de Meester in Kontakt kam. 1899 zog er nach Amsterdam und 1913 mit seiner ersten Frau nach Aerdenhout. 1918 lernte er Frans Erens kennen, mit dem er bis 1935 im Briefwechsel stehen sollte. Bonger hielt Vorstandsposten in der Versicherungsbranche, war unter anderem Seniorpartner bei W.E. Mercier und Sickler, Bonger & Co. sowie Direktor der Seeversicherungsgesellschaft De Zee. Jahrelang war er Vorsitzender, dann Ehrenvorsitzender der Vereinigung der Versicherer. Er galt als Experte für Seeversicherungen. 1924 kehrten die Bongers nach Amsterdam zurück. Nach dem Tod seiner Frau heiratete Bonger 1934 in Rom ein zweites Mal.
International bekannt wurde Bonger als Sammler von Gemälden vor allem Bernards, Van Goghs und Cezannes, die seinerzeit zur Avantgarde zählten, sowie der vollständigen lithographischen Arbeiten Odilon Redons. Er kaufte in der Regel direkt von den damals noch unbekannten Künstlern, die er zumeist persönlich kannte. Bongers Sammlung, die er in erster Linie in den Jahren 1893 bis 1908 zusammentrug, war eine der wichtigsten und wertvollsten in den Niederlanden. Nach Bongers Tod befanden sich die Kunstwerke zunächst im Privatbesitz seiner Witwe. Einige Stücke wurden sukzessive an Museen in den Niederlanden veräußert. Während des Zweiten Weltkriegs waren die Kunstwerke versteckt. Als die verbliebene Sammlung mit 107 Werken vor allem Redons und Bernards 1996 zum Verkauf aufgerufen wurde, erklärte der niederländischen Staat sie zum nationalen Kulturerbe und erwarb sie. Diese Werke befinden sich als Dauerleihgabe im Van Gogh Museum Amsterdam.